# Sylvie Goddyn
Pour les articles homonymes, voir Goddyn.
Sylvie Goddyn, née le 24 juin 1964 à Lille (Nord), est une femme politique française.
Membre du Front national (FN) puis du Rassemblement national (RN) de 1989 à 2018, elle est conseillère municipale de Roubaix de 2001 à 2008, conseillère régionale du Nord-Pas-de-Calais de 2004 à 2015 et députée européenne de 2014 à 2019 et fut conseillère municipale de Marcq-en-Barœul.

## Biographie
Mariée à Éric Dillies (ancien responsable du Rassemblement national à Lille), elle est mère de deux enfants.
Elle rejoint le Front national en 1989. Elle est membre du comité central et assistante parlementaire au Parlement européen, avant son élection dans cette même assemblée, en 2014.
De 2001 à 2008, elle est conseillère municipale à Roubaix. Elle est conseillère régionale du Nord-Pas-de-Calais entre 2004 et 2015. Lors des élections municipales de 2014, elle est tête de liste à Marcq-en-Barœul, où elle est élue conseillère municipale d'opposition.
Elle se présente aux élections législatives de 2002, puis à celles de 2007, dans la 7e circonscription du Nord, sans se qualifier pour le second tour.
Lors des élections législatives de 2017, elle est candidate dans la 3e circonscription du Nord. Elle obtient 48,70 % des suffrages exprimés au second tour, s’inclinant face à Christophe Di Pompeo (LREM).
En octobre 2018, elle annonce, avec Philippe Loiseau, qu'elle va soutenir la liste de Debout la France (DLF), conduite par Nicolas Dupont-Aignan, pour les élections européennes de 2019, tout en annonçant son souhait de rester membre du Rassemblement national. Quelques jours plus tard, elle est exclue du RN, et quitte le groupe ENL pour le groupe ELDD. Un temps pressentie pour figurer sur la liste de DLF aux élections européennes,, elle n’est finalement pas candidate.
En 2022, Sylvie Goddyn se présente aux législatives dans la 9e circonscription du Nord sous les couleurs du parti d’Éric Zemmour, Reconquête !. Avec pour suppléant Patrice Cottignies, elle entend « combattre l’insécurité et améliorer la vie du quotidien ». Elle termine cinquième du premier tour avec 4,38 % des voix et est éliminée.